# 양줘나
양줘나(楊卓娜, 양탁나, 본명은 양나(楊娜), 아명(兒名)은 양줘링(楊卓玲, 양탁령), 양리나(楊麗娜, 양여나, 양려나), 영문명은 Griselda Yeung, 1977년 11월 10일 ~ )는 중화인민공화국 홍콩 특별행정구의 여성 영화배우, 텔레비전 연기자이다.

## 생애
그녀는 중화인민공화국 광둥성 잔장 외가에서 출생하였으며 지난날 한때 중화인민공화국 광둥 성 광저우에서 잠시 유아기를 보낸 적이 있고 그 후 중화인민공화국 광둥성 잔장 시 츠칸 구에서 잠시 유년기를 보낸 적이 있는 그녀는 1983년 홍콩에 이주하여 홍콩 본가에서 성장하였다.
그녀는 2001년 미스 홍콩 선발대회에서 입상하여 첫 데뷔하였고 2002년 텔레비전 드라마에서 연기자 데뷔하였으며 2003년 홍콩 영화 《심조주걸륜(尋找周杰倫)》의 단역으로 영화배우 데뷔하였다.
그녀의 여동생은 홍콩의 영화배우 겸 가수인 양이(楊怡)이다.